# 할리 퀸 스미스
할리 퀸 스미스(Harley Quinn Smith, 1999년 6월 26일 ~ )는 미국의 배우, 음악가이다. 이름은 배트맨 시리즈의 악역 할리 퀸에서 따서 지어졌다.

## 출연 작품
- 터스크
- 요가 호저스 - 콜린 맥켄지 역